# 黄山龙胆
黄山龙胆（学名：Gentiana delicata）为龙胆科龙胆属的植物，为中国的特有植物。分布于中国大陆的安徽等地，生长于海拔400米至2,100米的地区，多生于路旁、山坡或潮湿处，目前尚未由人工引种栽培。